# 불꽃별 성운
불꽃별 성운(Flaming Star Nebula) 또는 IC 405 / 410은 마차부자리에 있는 H II 영역과 반사 성운이다. 그러나 이 두 천체를 함께 살펴보면, 용호상박(龍虎相搏)이라는 말처럼 용(위: 용머리)과 호랑이(아래: 호랑이 얼굴)가 서로 으르렁대는 모습을 연상시킨다.
푸른색의 마차부자리 AE별 주변에 있는 IC 405는 붉은색의 발광영역과 검은 먼지띠가 어울려져 마치 활활 타오르는 화염처럼 인상적이다. 이러한 화려한 모습 때문에 IC 405를 불꽃별 성운으로 부른다. 마차부자리 AE별 주변의 푸른색 부분은 먼지로 구성된 반사성운이다.
마차부자리 AE별은 뜨겁고 무거운 O형별이며, 밝기가 불규칙하게 변하는 변광성으로 알려져 있다. 또한 이 별은 빠른 고유운동(proper motion)을 보이고 있다. 일설에 의하면, 마차부자리 AE별과 비둘기자리 뮤별(Mu Columbae)은 약 2백 7십만 년 전에 지금의 오리온자리에서 함께 탄생하였는데, 이 두 별이 서로 충돌하듯 다가가서 서로를 멀리 튕겨 버렸다고 한다. 여행하던 마차부자리 AE별은 밀집된 성간물질 속을 지나면서 IC 405로 나타나는 것 같다.
IC 410는 NGC 1893 산개성단을 둘러싸고 있는 성운이다. 이 성단이 뿜어내는 자외선에 의해 성운이 붉게 발하고 있다.

## 같이 보기
- 콜드웰 목록
- 우주진